# 김진재
김진재(金鎭載, 1943년 2월 19일 ~ 2005년 10월 24일)는 대한민국의 기업인이자 정치인이었다. 동일고무벨트 창업자 김도근의 장남이며, 한나라당 부총재를 역임했던 5선 국회의원이었다. 본관은 김녕. 김세연 전 국민의힘 의원이 그의 아들이다.

## 학력
- 1943년 2월 19일 부산 출생
- 부산고등학교 졸업
- 한양대학교 산업공학 학사
- 한양대학교 대학원 공학 석사

### 명예 박사 학위
- 부경대학교 경영학 명예 박사

## 경력
- 1965년 동일고무벨트 입사
- 1973년 동일고무벨트 전무이사
- 1981년 동일고무벨트 대표이사

## 의정활동
- 1981년 4월 ~ 1985년 4월 제11대 민주정의당 국회의원(부산 동래구 일원)
- 1988년 5월 ~ 1992년 5월 제13대 민주정의당 국회의원(부산 금정구)
- 1992년 5월 ~ 1996년 5월 제14대 민주자유당 국회의원(부산 금정구)
- 1996년 5월 ~ 2000년 5월 제15대 신한국당 국회의원(부산 금정구갑)
- 2000년 5월 ~ 2004년 5월 제16대 한나라당 국회의원(부산 금정구)
- 2000년 ~ 2002년 한나라당 부총재
- 2004년 한국면진제진협회 회장
- 2005년 10월 24일 별세

## 상훈
- 2001년 제1회 자랑스런 한양공대인상

## 가족 관계
- 아버지: 김도근 - 동일고무벨트 창업주·통일주체국민회의 대의원
  - 장남: 김세연 - 제18·19·20대 국회의원

## 역대 선거 결과
|  | 0% |

|  | 27.88% |

|  | 24.22% |

|  | 47.86% |

|  | 60.29% |

|  | 65.04% |

|  | 72.26% |

## 소속 정당
| 소속 정당 | 소속 정당  | 소속 기간 | 비고                |
| --------- | ---------- | --------- | ------------------- |
|           | 무소속     | 1978~1981 | 정계 입문           |
|           | 민주정의당 | 1981~1990 | 창당                |
|           | 민주자유당 | 1990~1995 | 합당                |
|           | 신한국당   | 1995~1997 | 당명 변경           |
|           | 한나라당   | 1997~2005 | 합당 정계 은퇴 사망 |

## 같이 보기
- 동래구 (1973년 선거구)
- 부산 동래구의 국회의원
- 금정구 (1988년 선거구)
- 부산 금정구의 국회의원
- 금정구 갑
- 금정구 (2000년 선거구)
- 동일고무벨트